# Concours Eurovision de la danse 2007
Le Concours Eurovision de la danse 2007 est le premier du genre, et découle d'une part du Concours Eurovision de la chanson et de trois spectacles de la BBC.
La BBC obtenu le droit d'organiser ce spectacle pour deux années. Le festival s'est donc déroulé à Londres le 1er septembre 2007 au BBC Television Centre à Londres au Royaume-Uni.
Il a été présenté par Graham Norton et Claudia Winkleman.
Le chanteur Enrique Iglesias était l'invité de cette première édition et a chanté après les prestations et avant le vote.
Cette édition a vu la victoire de la Finlande.

## Participants
| Rang | Pays          | Danseurs                                      | Style de danse                            | Place | Points |
| ---- | ------------- | --------------------------------------------- | ----------------------------------------- | ----- | ------ |
| 1    | Suisse        | Denise Biellmann & Sven Ninnemann             | Paso doble et Swing                       | 16    | 0      |
| 2    | Russie        | Mariya Sittel & Vladislav Borodinov           | Rumba et paso doble                       | 7     | 72     |
| 3    | Pays-Bas      | Alexandra Matteman & Redmond Valk             | Cha-cha-cha et Rumba                      | 12    | 34     |
| 4    | Royaume-Uni H | Camilla Dallerup & Brendan Cole               | Rumba et Freestyle                        | 15    | 18     |
| 5    | Autriche      | Kelly & Andy Kainz                            | Jive et paso doble                        | 6     | 74     |
| 6    | Allemagne     | Wolke Hegenbarth & Oliver Seefeldt            | Samba et Freestyle                        | 8     | 59     |
| 7    | Grèce         | Ourania Kolliou & Spiros Pavlidis             | Jive et Sirtaki                           | 13    | 31     |
| 8    | Lituanie      | Gabrielė Valiukaitė & Gintaras Svistunavičius | Paso doble et danse populaire lituanienne | 11    | 35     |
| 9    | Espagne       | Amagoya Benlloch & Abraham Martinez           | Cha-cha-cha et paso doble                 | 10    | 38     |
| 10   | Irlande       | Nicola Byrne & Mick Donegan                   | Jive et Fandango                          | 3     | 95     |
| 11   | Pologne       | Katarzyna Cichopek & Marcin Hakiel            | Cha-cha-cha et Showdance                  | 4     | 84     |
| 12   | Danemark      | Mette Skou Elkjær & David Jørgensen           | Rumba et Showdance                        | 9     | 38     |
| 13   | Portugal      | Sónia Araújo & Ricardo Silva                  | Jive et Tango                             | 5     | 74     |
| 14   | Ukraine       | Yulia Okropiridze & Illya Sydorenko           | Quickstep et Showdance                    | 2     | 121    |
| 15   | Suède         | Cecilia Ehrling & Martin Lidberg              | Paso doble et disco fusion                | 14    | 23     |
| 16   | Finlande      | Katja Koukkula & Jussi Väänänen               | Rumba et paso doble                       | 1     | 132    |